# DVD-R DL
DVD-R DL (DL обозначает Dual Layer — двойной слой) — двухслойный DVD носитель однократной записи, вмещает в себя до 7,9 ГиБ (8,5 ГБ) информации на одной стороне. Поддерживается большинством современных приводов, игровых консолей и операционных систем.